# ماينرتسهاغن
ماينرتس‌هاغن (بالألمانية: Meinerzhagen) هي بلدة ألمانية تقع في ألمانيا في Märkischer Kreis.  يقدر عدد سكانها بـ 21,184 نسمة .

## المدن التوأمة
مدن IJsselmuiden، Kampen و Saint-Cyr-sur-Loire هي مدن توأمة لـماينرتس‌هاغن.